# Corallina
Genre

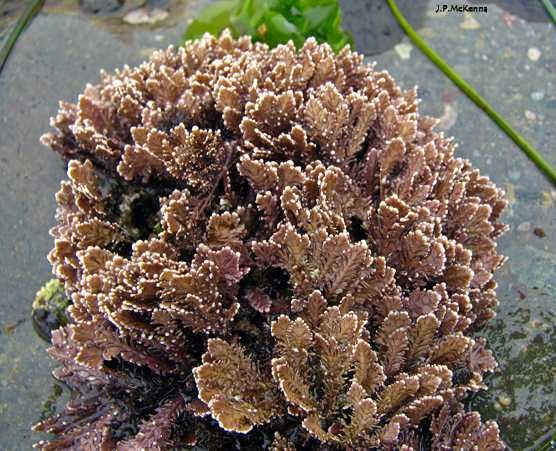
Corallina pinnatifolia.

Coralinna est un genre (biologie) d’algues rouges de la famille des Corallinaceae. 

## Liste des espèces et variétés
Selon AlgaeBase (1 juin 2013) :
- Corallina aberrans (Yendo) K.Hind & G.W.Saunders
- Corallina abundans Lemoine (Sans vérification)
- Corallina acetabula (Linnaeus) Cavanilles (Sans vérification)
- Corallina aculeata Yendo
- Corallina andamanensis S.R.N.Rao (Sans vérification)
- Corallina anglica Ellis (Sans vérification)
- Corallina arbuscula Postels & Ruprecht
- Corallina armata J.D.Hooker & Harvey
- Corallina bathybentha E.Y.Dawson
- Corallina berteroi Montagne ex Kützing
- Corallina bifurca Kützing
- Corallina binangonensis Ishijima
- Corallina caespitosa R.H.Walker, J.Brodie & L.M.Irvine
- Corallina capillacea (Harvey) Hoyt (Sans vérification)
- Corallina capsularis Schousboe (Sans vérification)
- Corallina ceratoides Kützing (Sans vérification)
- Corallina confusa Yendo
- Corallina cornicula Kützing (Sans vérification)
- Corallina cossmannii Lemoine (Sans vérification)
- Corallina crassa (J.V.Lamouroux) Collins (Sans vérification)
- Corallina crassa Esper (Sans vérification)
- Corallina crassa Ishijima (Sans vérification)
- Corallina crassissima (Yendo) K.Hind & G.W.Saunders
- Corallina cupressina Esper (Sans vérification)
- Corallina declinata (Yendo) K.Hind & G.W.Saunders
- Corallina decussato-dichotoma Yendo (Sans vérification)
- Corallina delicatula (Doty) Dawson (Sans vérification)
- Corallina delicatula Johnson & Ferris (Sans vérification)
- Corallina densa (Collins) Doty (Sans vérification)
- Corallina discoidea Esper (Sans vérification)
- Corallina elegans Kützing
- Corallina elliptica Ishijima (Sans vérification)
- Corallina eniwetokensis J.H.Johnson (Sans vérification)
- Corallina ferreyrai E.Y.Dawson, Acleto & Foldvik
- Corallina floccosa Lamarck (Sans vérification)
- Corallina fruticulosa J.Ellis & Solander
- Corallina gibbosa Kützing (Sans vérification)
- Corallina gomphonemacea Kützing (Sans vérification)
- Corallina goughensis Y.M.Chamberlain
- Corallina grandis (Das Gupta) Sripada Rao (Sans vérification)
- Corallina hayasakai Ishijima (Sans vérification)
- Corallina hemisphaerica Foslie
- Corallina hombronii (Montagne) Montagne ex Kützing
- Corallina indurata Ellis & Solander (Sans vérification)
- Corallina interrupta Lamarck (Sans vérification)
- Corallina izuensis Ishijima (Sans vérification)
- Corallina japonicae C.Agardh (Sans vérification)
- Corallina laxa Lamark
- Corallina lichenoides Ellis & Solander (Sans vérification)
- Corallina livida Lamark
- Corallina longicaulis Lamarck (Sans vérification)
- Corallina loricata Ellis & Solander (Sans vérification)
- Corallina loricata Kützing (Sans vérification)
- Corallina magnifica Leach (Sans vérification)
- Corallina marshallensis J.H.Johnson (Sans vérification)
- Corallina matansa Johnson (Sans vérification)
- Corallina maxima (Yendo) K.Hind & G.W.Saunders
- Corallina melobesioides (Segawa) Martone, S.C.Lindstrom, K.A.Miller & P.W.Gabrielson
- Corallina microptera Montagne
- Corallina millegrana Lamarck
- Corallina monilis Ellis & Solander (Sans vérification)
- Corallina mucronata Lamarck (Sans vérification)
- Corallina muscoides Kützing
- Corallina nagappai Sastry, Rao, & lqbaluddin (Sans vérification)
- Corallina nashimotoensis Ishijima (Sans vérification)
- Corallina neuschelorum Johnson (Sans vérification)
- Corallina nitidula Areschoug nom.prov. (Sans vérification)
- Corallina officinalis Linnaeus (espèce type)
- Corallina otsukiensis Ishijima (Sans vérification)
- Corallina panizzoi R.Schnetter & U.Richter
- Corallina pavonia (Linnaeus) Pallas (Sans vérification)
- Corallina pavonia Esper (Sans vérification)
- Corallina pectinata Lamarck (Sans vérification)
- Corallina pilulifera Postels & Ruprecht
- Corallina pinnata Ellis & Solander (Sans vérification)
- Corallina pinnatifolia (Manza) Dawson
- Corallina pistillaris (Montagne) Mont.ex Kützing (Sans vérification)
- Corallina polychotoma J.V.Lamouroux (Sans vérification)
- Corallina polysticha E.Y.Dawson
- Corallina prisca Johnson (Sans vérification)
- Corallina racemosa Kützing (Sans vérification)
- Corallina raoi Chatterji & Gururaja (Sans vérification)
- Corallina rigida Kützing
- Corallina rosarium Ellis & Solander (Sans vérification)
- Corallina rosarium Ellis (Sans vérification)
- Corallina rubra Ellis (Sans vérification)
- Corallina sachalinensis N.G.Klochkova
- Corallina sandwicensis Reinbold
- Corallina simplex J.V.Lamouroux (Sans vérification)
- Corallina somaliae Airoldi (Sans vérification)
- Corallina spathulifera Kützing (Sans vérification)
- Corallina terrestris Pallas (Sans vérification)
- Corallina tridens Kützing (Sans vérification)
- Corallina tubulosa Pallas
- Corallina typica Ishijima (Sans vérification)
- Corallina vancouveriensis Yendo
- Corallina vermicula Nelson & Duncan (Sans vérification)

Selon ITIS (1 juin 2013) :
- Corallina bathybentha
- Corallina cubensis
- Corallina elegans
- Corallina elongata
- Corallina frondescens
- Corallina janioides
- Corallina officinalis Linnaeus
- Corallina pilulifera
- Corallina pinnatifolia
- Corallina polysticha
- Corallina vancouveriensis

Selon NCBI (1 juin 2013) :
- Corallina caespitosa
- Corallina elongata
- Corallina frondescens
- Corallina melobesioides
- Corallina officinalis
  - variété Corallina officinalis var. chilensis
- Corallina pilulifera
- Corallina pinnatifolia
- Corallina vancouveriensis

Selon Paleobiology Database (1 juin 2013) :
- Corallina grandis
- Corallina hayasaki
- Corallina marshallensis
- Corallina typica